# See A Little Light (extended play)
See A Little Light es el tercer EP de la cantautora mexicana Belinda.

## Información
El EP fue lanzado el 21 de abril de 2008 en iTunes, para promocionar el sencillo "See A Little Light", lanzado el 21 de marzo de 2008.

## Canciones
| [ 1 ] |                                 |                                      |          |  |
| N.º   | Título                          | Escritor(es)                         | Duración |  |
| 1.    | «See A Little Light»            | Belinda, Nacho Peregrín, Jimmy Harry | 4:04     |  |
| 2.    | «Luz Sin Gravedad»              | Belinda, Nacho, Harry                | 4:01     |  |
| 3.    | «If We Were (Acoustic)»         | Shelly Peiken, Greg Wells            | 3:29     |  |
| 4.    | «See A Little Light (Acoustic)» | Belinda, Nacho, Harry                | 4:09     |  |
| 15:43 |                                 |                                      |          |  |